# Haplophthalmus mariae
Haplophthalmus mariae är en kräftdjursart som beskrevs av Hans Strouhal1953. Haplophthalmus mariae ingår i släktet Haplophthalmus och familjen Trichoniscidae. Inga underarter finns listade i Catalogue of Life.